# سد گیلگل گیبه
سد گیلگل گیبه (به لاتین: Gilgel Gibe I Dam) یک سد و نیروگاه برقابی در اتیوپی است که در Jimma, Oromia Region واقع شده‌است.